# Gelterfingen
Gelterfingen is een gemeente en plaats in het Zwitserse kanton Bern, en maakt deel uit van het district Bern-Mittelland.
Gelterfingen telt 249 inwoners.